# Janni Olesen
Janni Olesen (født 1975 i Aalborg) er en dansk forfatter.
Hun debuterede i 2008 med romanen Noget du skal vide, og blev under Bogforum 2008 tildelt Danske Banks debutantpris 2008 for bogen . I august 2019 udkom ungdomsbogen Hvad så hvis jeg er på forlaget Gyldendal.
Olesen er cand.mag. i engelsk og psykologi og bosat i Saltum.